# Michel Platini
Michel François Platini (* 21. Juni 1955 in Jœuf, Département Meurthe-et-Moselle) ist ein ehemaliger französischer Fußballspieler, -trainer und -funktionär.
In den 1980er Jahren galt Platini als einer der besten Fußballer weltweit. Dreimal (1983, 1984, 1985) wurde er mit dem Ballon d’Or als „Europas Fußballer des Jahres“ ausgezeichnet, bei der FIFA-Wahl zum besten Fußballer des Jahrhunderts belegte er den siebten Platz. Der „Maestro des französischen Fußballs“ ist eines der größten Sportidole Frankreichs und gilt neben Raymond Kopa und Zinédine Zidane als bester Spieler, den das Land hervorgebracht hat.
Als Trainer betreute er von 1988 bis 1992 die französische Nationalmannschaft.
Ab 2007 war Michel Platini Präsident der UEFA. Am 21. Dezember 2015 gab die Ethikkommission des Weltfußballverbandes FIFA bekannt, dass er gemeinsam mit FIFA-Präsident Sepp Blatter für acht Jahre gesperrt wird und damit keine Tätigkeiten im Fußballbereich ausüben darf. Die Sperre wurde durch ein Berufungsgericht der FIFA am 24. Februar 2016 auf sechs Jahre reduziert, der Sportgerichtshof CAS reduzierte sie am 9. Mai 2016 um weitere zwei auf nunmehr vier Jahre. Daraufhin verkündete Platini seinen sofortigen Rücktritt vom Amt des UEFA-Präsidenten.
Am 2. November 2021 wurde bekannt, dass die Schweizer Bundesanwaltschaft Anklage gegen Platini erhoben hatte. Am 8. Juli 2022 wurde er freigesprochen. Dagegen wurde Berufung eingelegt, weshalb es im März 2025 erneut zu einem Prozess kommt.

## Jugend
Michel Platini wurde am 21. Juni 1955 in der lothringischen Kleinstadt Jœuf geboren. Seine Eltern Aldo Platini (1927–2017) und Anna, geborene Piccinelli, (1929–2015) waren Nachkommen italienischer Einwanderer. Neben seinem Beruf als Lehrer war Platinis Vater ein begeisterter Amateurfußballer, der später den ortsansässigen AS Jœuf in der Division d’Honneur trainierte. Seine Sportbegeisterung gab er an den jungen Michel weiter und förderte das fußballerische Talent seines Sohnes.
Im Alter von zehn Jahren trat Platini in die Jugendmannschaft der AS Jœuf ein und nahm 1969 mit ihr am renommierten Nachwuchsturnier Coupe Gambardella teil. Als Jugendspieler hatte ihm zunächst der FC Metz Angebote gemacht, doch nach einer Untersuchung seines körperlichen Zustandes davon wieder Abstand genommen, da er als zu schwach erschien; man glaubte nicht, dass er es zum Profi schaffen könne. Einer Anekdote nach absolvierte Platini ein Probetraining beim 1. FC Saarbrücken, doch habe ihn der damalige Trainer Slobodan Čendić als zu schmächtig abgelehnt. Ehemalige Profis, die zu dieser Zeit in Saarbrücken aktiv waren, bezeichneten die Geschichte als „Legende“. Vielmehr sei Platini bei einem Testspiel bei AS Nancy den Saarländern aufgefallen – auch, weil er in diesem Spiel mehrere Tore erzielt habe. Man habe seinen Vater gefragt, der jedoch ein Gespräch darüber „abgeblockt“ habe. Das angebliche Probetraining beim 1. FC Saarbrücken hat es demnach niemals gegeben. 1972 bekam Platini vom AS Nancy eine Chance, dessen Verantwortliche den 17-Jährigen in die Reservemannschaft holten, in der er schnell auf sich aufmerksam machen konnte.

## Karriere

### Vereinskarriere
Am 3. Mai 1973 debütierte er in der Division 1 im Spiel gegen Nîmes. 1974 brach sich Platini den linken Arm und konnte seiner Mannschaft im Abstiegskampf nicht zur Seite stehen, die am Ende den Gang in die zweite Liga antreten musste. Nancy gelang der sofortige Wiederaufstieg und Platini hatte sich zum wichtigsten Spieler der Mannschaft entwickelt (17 Tore). Zu seinen Spezialitäten zählten Freistöße, die er fast täglich in Sonderschichten nach dem Training übte (mit zwei direkt verwandelten Freistoß-Toren wurde der amtierende Meister Saint-Étienne im Pokalwettbewerb besiegt). 1976 unterschrieb er seinen ersten Profivertrag (über zwei Jahre) und spielte eine großartige Saison, weshalb er auch zu Frankreichs Fußballer des Jahres 1976 gewählt wurde. Platini war nun mit Anfang zwanzig die große Hoffnung des französischen Fußballs, der in einer großen Krise steckte. Platini wurde zum Dreh- und Angelpunkt der Mannschaft aus Lothringen und galt als kommender Superstar Frankreichs. Die Mannschaft belegte mit dem vierten Tabellenplatz die bis heute beste Platzierung in der ersten Liga (1977 und 25 Platini-Tore in der Liga) und im Pokalfinale 1978 wurde OGC Nizza durch ein Platini-Tor mit 1:0 bezwungen. Der erste bedeutende Titel der Vereinsgeschichte wurde gewonnen. Spielführer Platini bekam von Staatspräsident Valéry Giscard d’Estaing den Pokal überreicht. Noch im selben Jahr zog sich Platini einen komplizierten Schienbeinbruch zu (insgesamt brach er sich in seiner Karriere fünfmal das Bein, zweimal den Arm). Nach Differenzen mit seinem Verein beschloss er 1979 Nancy zu verlassen. Inter Mailand, Paris Saint-Germain und der AS Saint-Étienne buhlten um den Spielmacher, der sich schließlich für Saint-Étienne entschied.
Platini wechselte zum AS Saint-Étienne und unterschrieb einen Dreijahresvertrag. Seine Zeit in Saint-Étienne war wechselhaft. Frankreichs Spitzenklub wollte an internationale Erfolge aus den 1970er Jahren anknüpfen, als man erst im Finale des Europapokals der Landesmeister dem FC Bayern München unterlag. Mit Platini sollten nun wieder ähnliche Erfolge dazukommen. 1981 wurde er mit Saint-Étienne französischer Meister, scheiterte aber zweimal im Finale des Pokals (1981 am SC Bastia, 1982 an Paris Saint-Germain). Das Finale 1982 sollte sein letztes Spiel für einen französischen Klub sein. Platini galt als einer der besten Spielmacher der Welt (neben Zico und Maradona), war aber zudem sehr torgefährlich; zu seinen Stärken zählten direkt verwandelte Freistöße.
1982 wechselte er in die italienische Serie A zu Juventus Turin, dessen Spieler den Kern der italienischen-Weltmeistermannschaft von 1982 bildeten (Dino Zoff, Gaetano Scirea, Antonio Cabrini, Claudio Gentile, Marco Tardelli). Die Zeit in Turin sollte die erfolgreichste in der Karriere des Franzosen werden, der hier fast alle Titel gewann, die man gewinnen konnte und zum Weltklasse-Spieler reifte. Doch am Anfang war seine Zeit in Italien von Anlaufschwierigkeiten geprägt, denn aufgrund seines hohen Jahresgehalts von umgerechnet 950.000 DM (2025: ca. 1.117.000 Euro) war er ein beliebtes Ziel der Medien und auch innerhalb der Mannschaft führte dies zu Eifersüchteleien. Im Winter seiner ersten Saison wollte er Juventus sogar schon wieder verlassen. Doch Platini blieb und setzte gemeinsam mit Zbigniew Boniek einen Taktikwechsel durch und der Erfolg gab ihm recht: er gewann mit Juve die Coppa Italia und stand im Finale des Europapokals der Landesmeister, in dem man sich aber dem Hamburger SV geschlagen geben musste. Auch persönlich spielte Platini eine starke Rückrunde und sicherte sich gleich im ersten Jahr mit 16 Toren die Torjägerkanone (Capocannoniere) der Serie A.
Juventus Turin wurde in der Folge zu einer der stärksten Vereinsmannschaften der Welt, und ihr Trainer Giovanni Trapattoni machte Platini zur Schaltzentrale im Mittelfeld, aber auch Vollstrecker in der Mannschaft und stellte ihm mit Boniek einen guten Partner zur Seite. 1984 wurde Turin Meister (Scudetto) und besiegte im Finale des Europapokals der Pokalsieger den FC Porto mit 2:1. Platini gewann wieder die Torjägerkanone (20 Tore) und wurde in dieser Zeit dreimal hintereinander mit dem Ballon d’Or als „Europas Fußballer des Jahres“ ausgezeichnet (1983, 1984, 1985), was seinen Status als Superstar untermauerte. Die Erfolge mit dem Verein dauerten an, und 1985 stand Juventus Turin dem FC Liverpool im Finale des Europapokals der Landesmeister gegenüber; Platini erzielte den Treffer zum 1:0-Sieg und wurde damit mit sieben Toren bester Torschütze des Turniers. Allerdings wurde dieser Erfolg von schweren Zuschauerausschreitungen (39 Tote, ca. 400 Verletzte) überschattet (Katastrophe von Heysel). Schließlich wurde auch der Weltpokal gewonnen (Sieg über Argentinos Juniors). 1986 gewann er mit Juventus seine zweite Meisterschaft, die sein letzter Titel war, und beendete im Sommer 1987 mit 31 Jahren seine Karriere.

### Nationalmannschaftskarriere
Im Sommer 1976 spielte Platini in der Olympiaauswahl seines Landes bei den Olympischen Spielen in Montreal und erzielte im Turnierverlauf drei Treffer. Im März absolvierte er sein erstes A-Länderspiel für die „Equipe Tricolore“. Zum ersten Mal internationales Aufsehen erregte er am 16. November 1977, als er beim Spiel gegen Bulgarien als Spielmacher brillierte und mit einem 25-Meter-Schuss einen Treffer erzielte. Frankreich hatte sich nach diesem 3:1-Sieg erstmals seit zwölf Jahren wieder für eine Weltmeisterschaft qualifiziert. im selben Jahr belegte Platini beim Ballon d’Or („Europas Fußballer des Jahres“) den dritten Platz. Platini sollte sein Land aus dem „Tal der Tränen“ herausführen und Frankreich wieder zu einer Fußball-Großmacht machen.
Bei der WM 1978 in Argentinien ruhten die Hoffnungen der französischen Fußballfans auf den Schultern von Platini. Nach der Auftaktniederlage gegen Italien (1:2) zeigte Platini im Spiel gegen Gastgeber Argentinien eine starke Partie und traf zum zwischenzeitlichen 1:1, doch die Südamerikaner siegten am Ende mit 2:1. Damit schied Frankreich bei seiner ersten WM-Teilnahme seit 1966 bereits in der Vorrunde aus.
Nach dem Turnier wurde Platini neuer Kapitän und fortan auch der entscheidende Spieler in der Nationalmannschaft und führte sein Heimatland zur Weltmeisterschaft 1982 nach Spanien. Nach einer mäßigen Vorrunde (ein Platini-Tor beim 4:1 über Kuwait), lief Frankreich zur Hochform auf und zählte bald zu den Geheimfavoriten auf den Titel. Frankreichs Mittelfeld mit Platini, Alain Giresse und Jean Tigana brillierte und Frankreich stand im Halbfinale, in dem man sich Deutschland nach Elfmeterschießen geschlagen geben musste („Nacht von Sevilla“). Frankreich beendete das Turnier als Vierter.
Zwei Jahre später sollte Platini die Europameisterschaft 1984 im eigenen Land dominieren wie kein anderer. Michel Platini verzückte während der EM nicht nur seine Landsleute, sondern ganz Fußball-Europa. Mit dem 1:1-Ausgleichstor im Gruppenspiel gegen Jugoslawien erzielte er sein 31. Länderspieltor und löste damit Just Fontaine als Rekordtorschütze ab und sein Flugkopfball zum 2:1 wurde von den Zuschauern der Sportschau zum Tor des Monats gewählt. Taktisch ein Allrounder, technisch perfekt – so führte Platini seine Mannschaft zum Titel. Und er bewies noch ein besonderes Geschick, indem er neun der 14 französischen Tore erzielte (dieser EM-Torrekord wurde 2016 vom Portugiesen Cristiano Ronaldo egalisiert und 2021 vom selbigen übertroffen). Platini wurde dabei durch ein perfektes Umfeld unterstützt: Tigana, Fernandez und Giresse um ihn herum im Mittelfeld waren nicht nur selbst große Künstler, sie verrichteten für ihren Chef auch so manche Laufarbeit. Platini war in der Form seines Lebens und nicht aufzuhalten; im Finale gegen Spanien schoss er ein Freistoßtor und brachte Frankreich auf die Siegerstraße, das seinen ersten Titel gewinnen konnte.
Anfang der 1980er Jahre war eine der erfolgreichsten Zeiten der französischen Nationalmannschaft, die zu den weltweit besten Teams gehörte. Diese Hochzeit war nicht zuletzt ein Verdienst der überragenden Mittelfeldformation um Platini, Alain Giresse, Jean Tigana und Luis Fernández, genannt das „magische Viereck“, und mit Michel Hidalgo hatte man einen Fußballfachmann als Trainer.
1986 in Mexiko nahm Platini an seiner dritten und letzten Weltmeisterschaft teil, für ihn die letzte Möglichkeit, den Titel zu gewinnen. Der „Maestro“ ging bereits leicht angeschlagen ins Turnier. Platini erzielte zwei wichtige Tore: im Achtelfinale zum 1:0 gegen Italien (Endstand 2:0) und auch zum Ausgleich gegen Brasilien in ihrem „Jahrhundertspiel“ (4:3-Sieg im Elfmeterschießen) und Frankreich erreichte das Halbfinale, in dem man wieder auf Deutschland traf. Doch die Revanche gelang nicht und man unterlag dem Nachbarland erneut, welches ins Finale einzog. Im Spiel um Platz drei besiegte eine B-Elf (ohne Platini) Belgien und wurde Dritter.
1987 erklärte er seinen Rücktritt vom Fußball und am 29. April 1987 absolvierte er sein letztes Länderspiel gegen Island. In 72 Länderspielen hatte er 41-mal getroffen, womit er bis 2007 französischer Rekordtorschütze war, ehe diese Marke von Thierry Henry überboten wurde.
Am 27. November 1988 lief Platini, der seine aktive Laufbahn bereits im Vorjahr beendet hatte und seit Anfang des Monats Trainer der französischen Nationalmannschaft war, auf Einladung des Emirs für 21 Minuten für die Auswahl Kuwaits in einem Freundschaftsspiel gegen die Sowjetunion auf.

### Trainerkarriere
Entgegen seiner früheren Aussage, nie Trainer zu werden, betreute der 33-jährige ab Oktober 1988 als Teamchef die französische Nationalmannschaft. Er konnte das Scheitern der Mannschaft in der WM-Qualifikation zur WM 1990 zwar nicht verhindern, brachte es aber auf 19 Spiele ohne Niederlage. Trotz dieser Bilanz schied Frankreich bei der EM in Schweden 1992 bereits in der Vorrunde aus; Platini trat danach zurück.

### Funktionärskarriere
Von 1993 bis 1998 war Platini Vizepräsident des Organisationskomitees der Fußball-Weltmeisterschaft 1998 in Frankreich. 1998 unterstützte er Sepp Blatter bei dessen Wahl zum FIFA-Präsidenten und war anschließend bis 2002 dessen Berater. Ab 2002 war er Mitglied des FIFA-Exekutivkomitees.

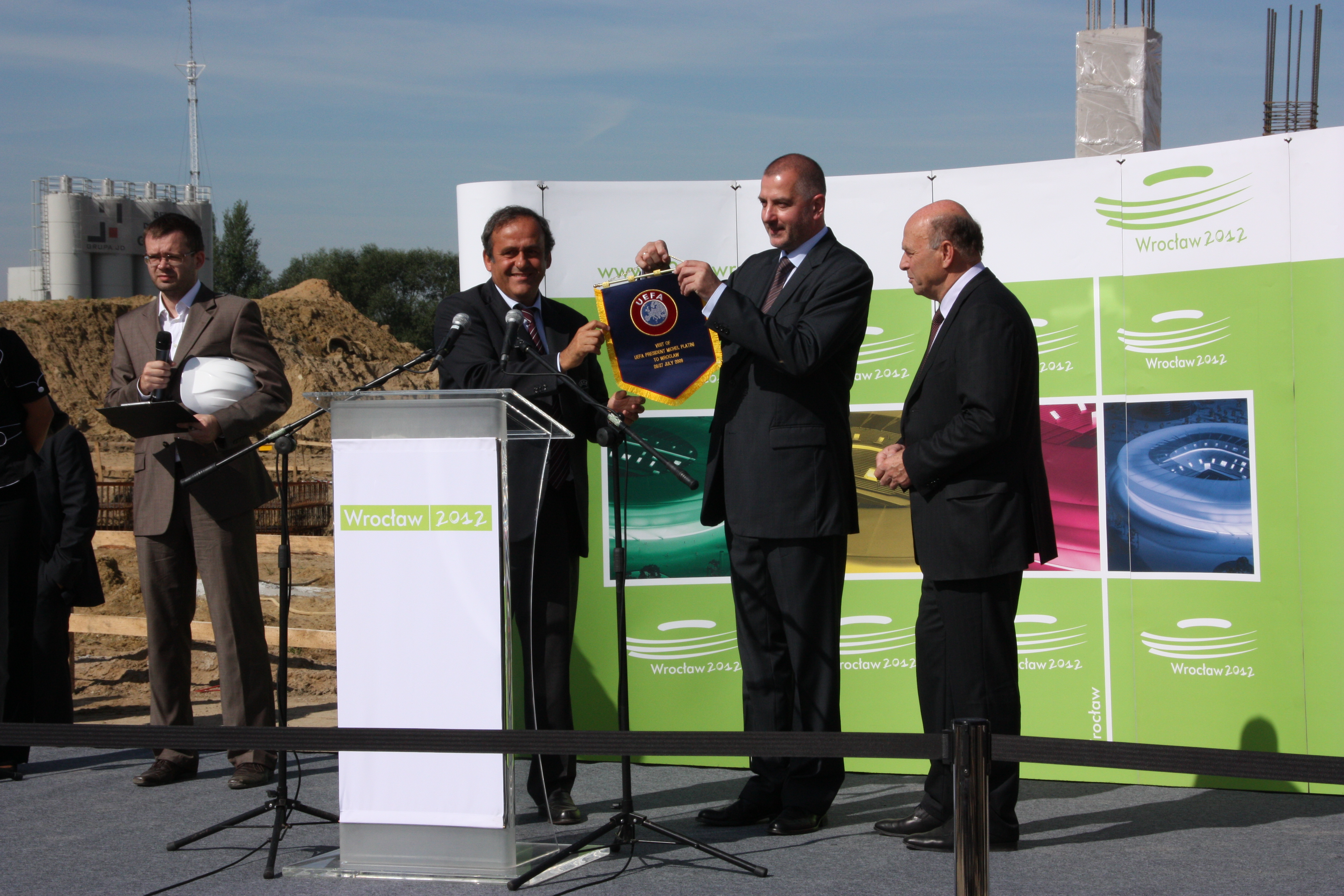
Michel Platini, Rafał Dutkiewicz, Grzegorz Lato (Breslau, 2009)

Am 26. Januar 2007 wurde Michel Platini in einer Kampfabstimmung gegen Lennart Johansson zum Präsidenten des europäischen Fußballverbandes UEFA gewählt. Zu verdanken hat er seine Wahl vor allem den kleineren Fußball-Verbänden, denen er im Wahlkampf mehr Einfluss versprochen hat. Beispielsweise konnte Platini durchsetzen, dass kleinere Verbände mehr feste Startplätze in der Champions League erhalten. Weiter warb er mit der Idee, die Europameisterschafts-Endrunde mit 24 statt 16 Teilnehmern durchzuführen.
Im März 2011 bestätigte ihn der UEFA-Kongress für weitere vier Jahre als Verbandspräsident.
Im Juli 2015 kündigte Platini an, als FIFA-Präsident zu kandidieren. Wenige Stunden vor seiner Suspendierung durch die FIFA-Ethikkommission am 8. Oktober hatte Platini die für die Kandidatur notwendigen Unterstützerstimmen eingereicht.
Am 9. Mai 2016 kündigte Platini seinen Rücktritt vom Amt des UEFA-Präsidenten an. Zuvor hatte der Internationale Sportgerichtshof die von der FIFA-Ethikkommission verhängte Sperre gegen den Franzosen bestätigt, aber von sechs auf vier Jahre reduziert. Platini legte Berufung beim Europäischen Gerichtshof für Menschenrechte ein, der seine Berufung zurückwies.

### Kritik
Bei Platinis Wahl zum UEFA-Präsidenten gab es kritische Stimmen, die der Ansicht waren, dass Platini seine Wahl hauptsächlich Verbänden aus Osteuropa verdanke, insbesondere Offiziellen aus Polen und der Ukraine; ein Umstand, der Anlass zu Spekulationen gibt, weil einige Wochen nach Platinis Wahl die Europameisterschaft 2012 an die Außenseiter Polen und die Ukraine vergeben wurde.
Die UEFA und Platini als deren Präsident wurden außerdem von verschiedenen Seiten (u. a. von Philipp Lahm, Oliver Bierhoff und Markus Löning) dafür kritisiert, dass sie gegenüber der Situation der Menschenrechte im EM-Gastgeberland Ukraine nicht klar genug Stellung bezogen hatten.
Für Aufsehen sorgte auch die Rolle Platinis, die er bei der umstrittenen Vergabe der Fußball-Weltmeisterschaften 2018 und 2022 gespielt hatte: Platini stimmte als Europa-Vertreter in der FIFA für eine Vergabe der WM 2022 an Katar, auch wenn er sich kurz danach dafür einsetzte, dass das Turnier aufgrund der Temperaturen, die im Sommer in Katar herrschen, im Winter ausgetragen wird. Einige Wochen nach der Vergabe der WM 2022 wurde Platinis Sohn Laurent Europa-Chef der Gruppe Qatar Sport Investments, was den Verdacht der Korruption aufkommen ließ. Außerdem soll er von russischen Offiziellen ein Picasso-Gemälde erhalten haben.
Im April 2014 wurde nach einer journalistischen Recherche ein weiterer Interessenskonflikt öffentlich, der den Verdacht von Vetternwirtschaft bestärkte: Die UEFA hatte unter Platinis Vorsitz seit Oktober 2008 über Jahre mehrere Aufträge zur Herstellung von Musikstücken – wie der offiziellen Hymne der UEFA Europa League – an Platinis Schwiegersohn Yohann Zveig vergeben, der später unter anderem auch vom Deutschen Fußball-Bund engagiert wurde.
Im Rahmen der Weltmeisterschaft in Brasilien nahm Platini, wie andere Funktionäre auch, vom brasilianischen Verband eine Uhr im Wert von rund 25.000 Dollar als Geschenk an. Als dies allgemein publik wurde, weigerte sich Platini, die Uhr zurückzugeben und begründete dies mit seiner höflichen Erziehung. Er kündigte an, eine karitative Spende im gleichen Wert zu tätigen. Nach Androhung der FIFA, diejenigen Funktionäre zu suspendieren, die die Uhren nicht zurückgeben würden, retournierte er die Uhr an einen Mitarbeiter der FIFA.

„Platini ist attraktiver als Blatter, jünger. Er ist ein Fussballidol. Sonst ist er aus dem gleichen Holz geschnitzt und gehört zum System Blatter.“

Am 25. September 2015 wurde Sepp Blatter von der Schweizerischen Bundesanwaltschaft als Beschuldigter vernommen. Es ging dabei unter anderem um eine Zahlung von zwei Millionen Schweizer Franken an Michel Platini im Februar 2011 für dessen Dienste zwischen Januar 1999 und Juni 2002. Am 28. September erklärte Platini dazu, dass er diese Einkünfte gegenüber den Behörden vollständig und, wie gesetzlich vorgesehen, gemeldet hätte. Er gab an, dass, nachdem zuvor Teilbeträge gezahlt worden seien, 2011 eine Restzahlung erfolgt sei. Er sei keines Fehlverhaltens beschuldigt worden, sagte Platini, er wolle aber mit der Ethikkommission der FIFA an der Aufklärung des Vorganges arbeiten.
Am 8. Oktober 2015 wurde er von der FIFA für 90 Tage für alle Tätigkeiten im Zusammenhang mit Fußball gesperrt, weil die Schweizerische Bundesanwaltschaft Korruptionsermittlungen gegen ihn und Sepp Blatter durchführt. Platini hatte zuvor bei der Abgabe seiner Unterstützerstimmen für die FIFA-Präsidentenkandidatur Gerüchte über die Suspendierung, die bereits am Tag zuvor durchgesickert waren, mit folgenden Worten kommentiert.

„Dieses absichtliche Leck, das hinterhältig und unakzeptabel ist, ist ein Versuch, meiner Reputation zu schaden.“

Platini begründete die Zahlung mit einem „Gentlemen’s Agreement“ zwischen ihm und Blatter. Er hatte einen Vertrag mit der FIFA als Blatters Berater von 1998 bis 2002, wofür er ein Gehalt von 1,05 Millionen Schweizer Franken bezog. Die restlichen Zahlungen von jährlich 500.000 Schweizer Franken über vier Jahre sollen mündlich mit Blatter vereinbart worden sein. Blatter bestätigte dieses „Gentleman’s agreement“ in einem Interview mit dem Radio Rottu Oberwallis.

Im November 2015 entschied die Berufungskommission der FIFA, den Einspruch Platinis gegen seine Suspendierung zurückzuweisen, dieser kündigte daraufhin an, beim Internationalen Sportgerichtshof (CAS) gegen diese Entscheidung zu klagen. Die Ethikkommission legte dazu auch ihren Abschlussbericht vor, in dem angekündigt wird:
 „in angemessener Frist darüber zu entscheiden, ob ein formales rechtliches Verfahren gegen Joseph S. Blatter und Michel Platini eingeleitet wird“.
Die Ethikkommission hat nach Angaben von Platinis Anwalt am 23. November 2015 ein formales Verfahren gegen Michel Platini eröffnet, in dem es um eine lebenslange Sperre für alle Fußballaktivitäten geht. Das Verfahren basiert auf der Annahme, dass Platini im Gegenzug für die Zahlung Blatters, diesen bei seiner Wahl zum FIFA-Präsidenten 2011 unterstützte. Blatter soll Platini dabei zugesichert haben, dass dies dann seine letzte Amtszeit sein würde. Damit eröffnete er eine Chance für Platini, 2015 zum Präsidenten gewählt zu werden, was deutlich schwerer gewesen wäre, wenn Blatters damaliger Herausforderer Mohamed bin Hammam erfolgreich gewesen wäre. Platinis Anwalt nannte die Forderung überzogen und das Verfahren einen Skandal.
Der CAS entschied am 11. Dezember 2015, die Klage Platinis gegen seine Suspendierung durch die FIFA für 90 Tage abzuweisen, gleichzeitig wurde aber auch eine Verlängerung dieser provisorischen Sperre für unzulässig erklärt, da eine Entscheidung vor Weihnachten angekündigt worden sei. Am 21. Dezember 2015 sperrte die Ethikkommission Platini für acht Jahre und erlegte ihm eine Geldstrafe in Höhe von 80.000 Schweizer Franken auf. Die Kommission urteilte, dass die Zahlung Blatters an Platini keine Korruption gewesen sei, aber einer rechtlichen Grundlage entbehrte und gegen die Grundsätze der Ethikkommission bezüglich der Annahme und Gewährung von Geschenken und sonstigen Vorteilen verstoßen hätte. Es entstand so ein Interessenkonflikt, urteilte die Kommission nun, in dem Platini seine Loyalitätspflicht gegenüber der FIFA verletzte. Die Kommission erklärte, dass Platini ein absolut glaubwürdiges und integeres Verhalten habe vermissen lassen und dass er damit fehlendes Bewusstsein für seine Pflichten und die damit verbundenen Obliegenheiten und Aufgaben gezeigt habe. Platini war nicht zu einer Anhörung vor der Ethikkommission am 18. Dezember 2015 erschienen, bei der seine Anwälte einen Freispruch gefordert hatten.
Am 7. Januar 2016 erklärte Platini, dass er sich in keinem Fall mehr um das Amt das FIFA-Präsidenten bei der Wahl am 26. Februar 2016 bewerben werde. Er beklagte, er habe keine Möglichkeit wie die anderen Kandidaten, einen Wahlkampf führen zu können, da seine Bemühungen, die Sperre vor dem Internationalen Sportgerichtshof aufheben zu lassen, mehr Zeit bräuchten, als ihm zur Verfügung stände. Er wolle sich dafür ganz seiner Verteidigung gegen die gegen ihn erhobenen Vorwürfe konzentrieren, erklärte er.
Wegen des Verdachts der „aktiven und passiven Korruption“ in Zusammenhang der Vergabe der WM 2022 nach Katar wurde Platini am 18. Juni 2019 in Frankreich in Polizeigewahrsam genommen und verhört, aber bereits in der darauffolgenden Nacht wieder entlassen.
Am 2. November 2021 wurde bekannt, dass von der Bundesanwaltschaft Anklage gegen Platini und Blatter erhoben wurde. Der Prozess vor dem Bundesstrafgericht in Bellinzona begann am 8. Juni 2022. Angesetzt wurden elf Verhandlungstage, am 8. Juli 2022 wurde er freigesprochen. Dagegen wurde Berufung eingelegt, weshalb es im März 2025 erneut zu einem Prozess kommt.

## Ehe
Platini heiratete am 21. Dezember 1977 Christèle Bigoni, mit der er zwei Kinder hat, Laurent (geboren am 2. März 1979, Sportjurist) und Marine (geboren 1980, Schauspielerin).

## Erwähnenswertes
Platini übergab bei der Eröffnungsfeier der Olympischen Winterspiele in Albertville 1992 das olympische Feuer an den damals achtjährigen Ski-Alpin-Nachwuchsfahrer François-Cyrille Grange, der dann die olympische Flamme im Stadion entzündete.
2008 wurde Platini für seine Verdienste beim Gastgeberland Österreich bei der Fußball-Europameisterschaft 2008 mit dem Großen Silbernen Ehrenzeichen für Verdienste um die Republik Österreich ausgezeichnet.

## Erfolge

### Im Verein
- Französischer Pokalsieger: 1977/78
- Französischer Meister: 1980/81
- Italienischer Pokalsieger: 1982/83
- Italienischer Meister: 1983/84, 1985/86
- Europapokalsieger der Pokalsieger: 1983/84
- Europäischer Supercup: 1984
- Europapokalsieger der Landesmeister: 1984/85
- Weltpokalsieger: 1985

### In der Nationalmannschaft
- WM-Vierter: 1982
- Europameister: 1984
- WM-Dritter: 1986

## Auszeichnungen
- Europas Sportler des Jahres (UEPS): 1984
- Torschützenkönig des Europapokals der Landesmeister 1985/86 (zusammen mit Torbjörn Nilsson, IFK Göteborg)
- Frankreichs Sportler des Jahres („Champion des champions“): 1977, 1984
- Ballon d’Or („Europas Fußballer des Jahres“): 1983, 1984, 1985
- Europas Fußballer der drei letzten Jahrzehnte (Súper Ballón d’Or): 3. Platz 1989
- Frankreichs Fußballer des Jahres: 1976, 1977
- Italiens Fußballer des Jahres: 1984
- Italienischer Torschützenkönig: 1983 (16 Tore), 1984 (20 Tore), 1985 (18 Tore)
- Torschützenkönig der EM: 1984 (9 Tore)
- FIFA 100 (einer der 125 besten noch lebenden Fußballspieler)
- 1999 wählte die International Federation of Football History & Statistics die 10 besten Weltfußballer des Jahrhunderts. Michel Platini erreichte bei dieser Wahl Platz 7, vor Garrincha, Eusébio und Bobby Charlton.
- Rekordtorschütze der EM-Geschichte (9 Tore)[47]
- 3. Platz bei der Wahl des Ballon d’Or Dream Teams (Offensives Mittelfeld)